# Callopistria xerysta
Callopistria xerysta là một loài bướm đêm trong họ Noctuidae.